# 圣但尼代蒙
圣但尼德蒙（法語：Saint-Denis-des-Monts，法語發音：[sɛ̃ dəni de mɔ̃]）是法国厄尔省的一个市镇，属于贝尔奈区。

## 地理
圣但尼德蒙（49°15'50"N, 0°48'22"E）面积3.88 平方千米，位于法国诺曼底大区厄尔省，该省份为法国北部内陆省份，北起滨海塞纳省，西接奧恩省和卡爾瓦多斯省，南至厄尔-卢瓦省，东临瓦兹省、瓦兹河谷省和伊夫林省。
与圣但尼德蒙接壤的市镇（或旧市镇、城区）包括：圣菲尔贝叙布瓦塞、泰努维尔、莱蒙迪鲁穆瓦、圣埃卢瓦德富尔克。
圣但尼德蒙的时区为UTC+01:00、UTC+02:00（夏令时）。

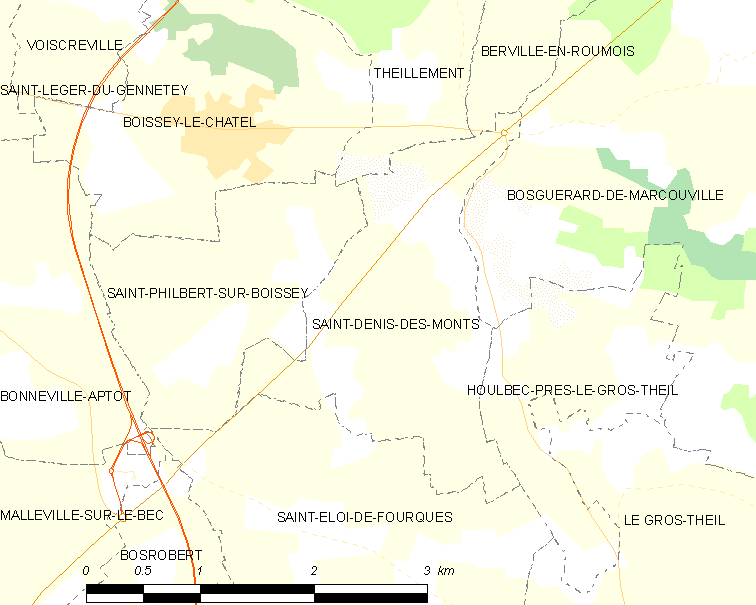
圣但尼德蒙的OSM定位图

## 行政
圣但尼德蒙的邮政编码为27520，INSEE市镇编码为27531。

## 政治
圣但尼德蒙所属的省级选区为大布特鲁尔德县。

## 人口

1962-2008年间圣但尼德蒙人口变化图示

圣但尼德蒙于2022年1月1日时的人口数量为208人。